# Ficus roraimensis
Ficus roraimensis là một loài thực vật thuộc họ Moraceae. Đây là loài đặc hữu của Brasil.